# Blšany u Loun
Blšany u Loun (en allemand : Pschan) est une commune du district de Louny, dans la région d'Ústí nad Labem, en République tchèque. Sa population s'élevait à 376 habitants en 2021.

## Géographie
Blšany u Loun se trouve à 4 km à l'est du centre de Louny, à 38 km au sud-ouest d'Ústí nad Labem et à 52 km au nord-ouest de Prague.

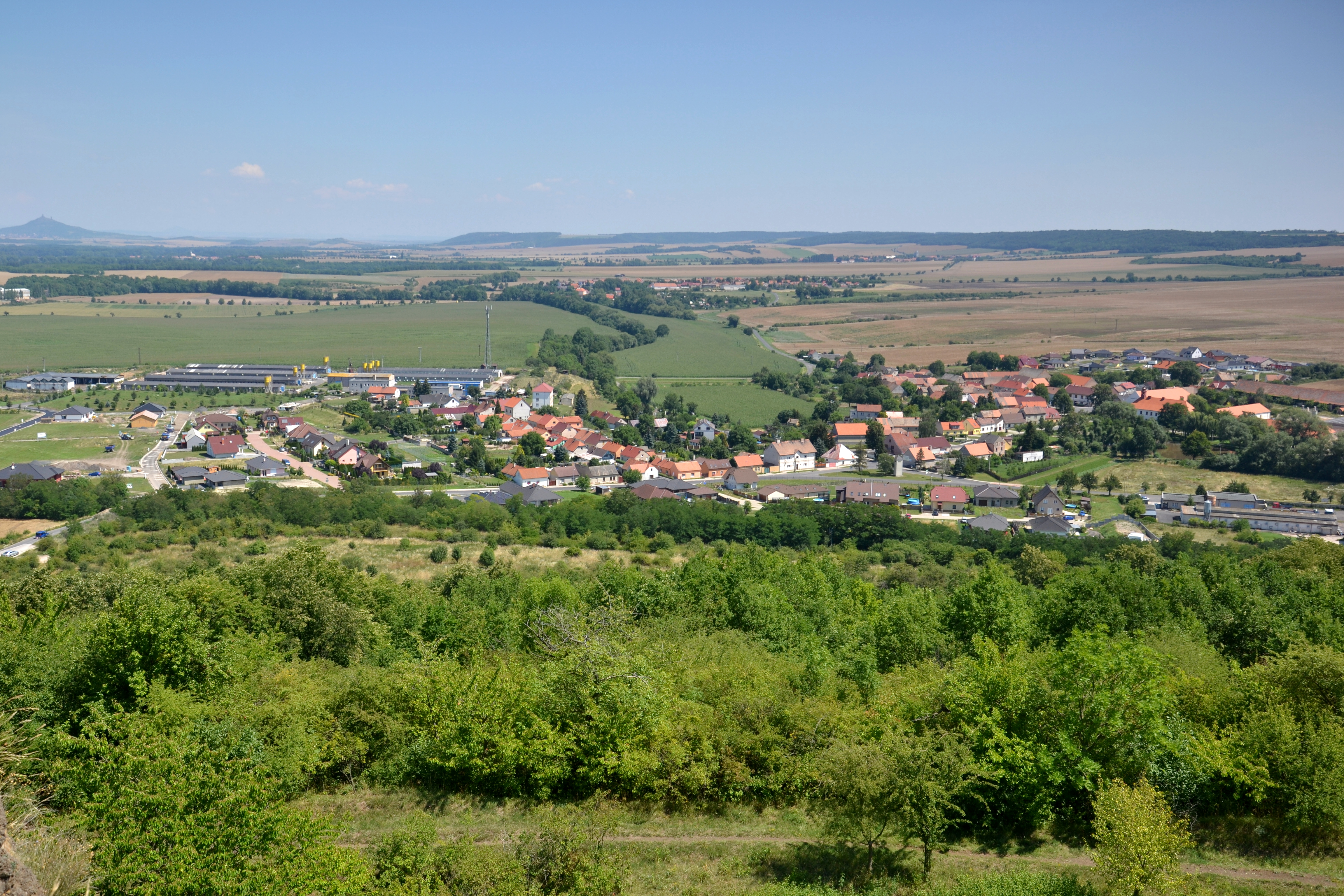
Blšany u Loun : vue générale.

La commune est limitée par Louny et Černčice au nord, par Obora au nord-est, par Veltěže à l'est et au sud-est, et par Chlumčany au sud-ouest et à l'ouest.

## Histoire
La première mention du village remonte à 1227.

## Transports
Par la route, Blšany u Loun se trouve à 5 km du centre de Louny, à 59 km d'Ústí nad Labem  et à 60 km de Prague.